# Jerry Lordan
Jerry Lordan (1934. április 30. – 1995. július 24., sz: Jeremiah Patrick Lordan) brit énekes, zeneszerző

## A kezdetek
Rögtön azután, hogy Jerry elvégezte a Finchley Római Katolikus Középiskolát beállt a hadseregbe és radarkezelő lett a légierőnél. Miután visszatért a civil életbe számos munkát kipróbált, volt például humorista, énekes és reklámügynök is. 1958-ban már a Piccadilly-ben dolgozott mozigépészként. Elkezdett zeneszerzéssel foglalkozni, és a kapcsolatai révén lehetősége nyílt bemutató lemez készítésére is. Valamilyen úton ez a demó lemez eljutott a producer Johnny Franz-hoz, és Jerry A house, a car and a wedding ring című száma megjelenhetett Mike Preston előadásában. Sőt, Dale Hawkins feldolgozta ezt a számot és bekerült az amerikai toplistába vele. Ezután Jerry elég magabiztosnak érezte magát ahhoz, hogy otthagyja az állását és a zeneszerzésből éljen. A karrierje akkor indult meg amikor Anthony Newley betört a slágerlistákra Lordan I've waited so long című számával (ami az "Idol on parade" című film betétdala volt). Jerry 3 évre leszerződött a Parlophone-hoz mint énekes és a Who could be bluer című dalnak nagy sikere volt.

## Jerry Lordan és a Shadows
Jerry eleinte örült annak amikor Bert Weedon beelegyezett, hogy kiadja az Apache c. számot, de az eredménnyel kicsit sem volt megelégedve. Semmi érzelem nem volt benne, mint ahogy a szerző egy kiadatlan 1993-ban készített interjújában is mondta
"Borzasztó volt, amit játszott. Még csak közel sem állt ahhoz amit írtam…"
1960-ban a Shadowsnak döntést kellett hoznia a jövőjüket illetően. Három kislemez után el kellett dönteniük hogyan folytatnák tovább. Idegesek is voltak, mivel a következő stúdiófelvétel lett volna az utolsó amire még volt szerződésük. Több különböző történet is kering arról, hogy mi is történt ezután. Az egyik forrás szerint Jerry Lordan egyik este Paddingtonba utazott a metrón Jet Harris-szel és az Apache-t dúdolta, amit ukulelén kísért. Jet megkérte hogy játssza el még egyszer, és javasolta hogy Hank-nek és Bruce-nak is hallania kell. Miközben Bristolba buszoztak Jerry újra előadta az Apache-t, ezt később Jet Harris is megerősítette
"Nagyon tetszett nekünk, és mondtuk Jerry-nek hogy felvesszük amint visszaértünk Londonba"
A Shadows 1960. június 17-én az Abbey Road 2-es stúdiójában felvette Jerry Lordan szerzeményét, ami a szerző visszaemlékezései szerint nem volt egy egyszerű dolog:
"…rémülten vettem észre, hogy az enyémet a B oldalra szánták. Csak 3 órájuk volt és 2 és negyed óráig dolgoztak az A oldalon, ami végül is… jó volt, de nem olyan jó, mint az enyém. Ebben biztos voltam. Tíz percig kellett várnom amíg kávészünetet tartottak és utána már csak 40 percünk maradt. Fantasztikus volt az egész, fantasztikus. Nem kellett sokszor nekifutni, három-négy próba elég volt."
Hank Marvin egy Stratocaster-t és egy VOX AC15-ös erősítőt, Bruce Welch pedig Cliff Richard (aki némi dobolással egészítette ki a számot) Gibson J200-asát használva megszületett a Shadows legismertebb száma. Jerry így mesélt Cliff szerepéről:
"…indiai dobokat szerettünk volna. Tony Meehan nem tudott, lévén csak 2 sáv volt Hank és a többiek az egyik sávon, Tony a másikon, Tony… nem tudott a rendes lábdobon, pergődobon és az indián dobon egyszerre játszani. Mivel nem volt indián dobjuk ezért Norrie Paramor mondta, hogy menjünk át a kellékszobába. Ez az Abbey Road 2-es stúdiója volt, hatalmas kellékszobával, minden volt ott ami csak kellhet. Végül egy kínai dobbal jöttek ki. Valójában tamtam volt a neve, kör alakú, és egy zsinór van köré tekerve, az egyik kezeddel fogod miközben a másikkal ütöd, Cliff ezt a dobott Tony dobjai fölé tartotta…"
"Minden olyan nagyszerű volt, a végén mondtam Norrie-nak, hogy ennek az A oldalon kell lennie, és a többiek kórusban kiáltották hogy az A oldalon kell lennie!"

## Az Apache után
Jerry Az Apache kiadása után felhagyott az énekléssel és a turnézással, helyette csak a zeneszerzéssel foglalkozott. A kapcsolata továbbra is fennmaradt a Shadows-zal, Tom Mould-dal közösen írták az együttesnek a Mustang című számot ami első helyezést ért el a toplistákon. Még ennél is nagyobb sikere volt a Wonderful Land-nek (1962. március 3.) – több mint 1 milliót adtak el belőle, és 9 hétig volt a toplisták élén.
Bruce Welch nagy sajnálatára Jerry a legjobb szerzeményei közül (Diamonds és Scarlett O'Hara) az ex-Shadow Jet Harris és Tony Meehan duónak adta, úgy vélte ezek jobban illenek Jet együttesének hangzásvilágához. A Diamonds első, a Scarlett O'Hara pedig második helyezést ért el a listán. Ezt a helyezést Jerry egy másik, a Shadows-nak adott, számának is sikerült elérnie. Ennek a darabnak jó ideig nem volt címe, de amikor a barcelonai EMI stúdió felé autóztak az egyik Shadows-tag javaslatára végül az Atlantis címet kapta. Annak ellenére, hogy hatalmas sikereket ért el instrumentális számok szerzőjeként, mégis inkább dalszerzőnek tartotta magát, és éppen ezért hozzá fordultak a Shadows tagjai amikor az első kislemezen megjelenő A oldalas énekelt számukat vették volna fel, a Mary Anne 17. helyezést ért el a listán.
Jerry Cliff Richardnak írt dalokat, mint például A Girl Like You (1961), Good Times Better Times (1969), írt még dalokat Shane Fenton-nak is: I'm A Moody Guy (1961) és Walk Away (1962). Jerry legjobb énekelt szerzeményének az Old Man And The Sea-t tartja, amit az Abbey Road 1-es stúdiójában vettek fel egy 32 tagú, George Martin által vezényelt zenekar kíséretével. 1970-ben jelent meg, rádióban csak kétszer adták és csupán 268 darabot adtak el belőle, amíg egy könnyebb pop darabból mint például egy Louis Cordet dalból 150.000 kelt el.

## A Shadows után
Sajnos a Shadows vége Jerry jólétének is a végét jelentette. Noha a Shadows 1973-ban újraalakult, a Rockin' With Curly Leads című nagylemezük főként saját szerzeményeket tartalmazott, és a John Farrarr-ral kiegészült csapatnak egy rövid időre megváltozott a hangzásvilága. Jerry számára az anyagi és családi gondok jelentették azon út kezdetét amely végül az alkoholfüggőséghez valamint fizikai és szellemi romlásához vezetett. Az 1980-as években kezdett kilábalni a gondokból, újra megházasodott és ismét elkezdett a zeneszerzéssel foglalkozni, de sajnálatos módon egyik új szerzeményét sem tudta kiadni, habár 1994-ben ígért egy új darabot Hank Marvin-nak. Jerry egészségi állapota leromlott, és kórházba került. Bruce Welch sok időt töltött a kórházban annak az embernek az ágya mellett aki a Shadows életében meghatározó szerepet játszott. Jerry Lordan 1995. július 24-én meghalt. Jerry halála után Bruce a következőket mondta róla:
"Nagyszerű zeneszerző, hatalmas tehetség volt. Csodálatos melódiákat, kiváló számokat, nem holmi tingli-tangli zenét írt. Nagyon sok mindent köszönhetünk neki."
Bruce egyike volt azoknak, akik részt vettek Jerry búcsúztatásán a londoni St Martins-in-the-Fields templomban. Jerry Lordan emléke tovább él mindazokban akik szívesen hallgatták illetve hallgatják szerzeményeit – Starfire, Mustang, High Sierra, Diamonds, Scarlett O'Hara, Atlantis, Wonderful Land és persze az Apache.

## Lordan-számok a Shadows kiadásában
| Év   | Cím I              | Cím II         |
| ---- | ------------------ | -------------- |
| 1960 | Apache             |                |
| 1961 | Mustang            | Wonderful Land |
| 1963 | Atlantis           |                |
| 1965 | Mary Anne          | Santa Ana      |
| 1966 | A Place In The Sun |                |